# Френска колониална империя
Франция става една от големите колониални империи в началото на 17 век. Оттогава тази държава започва да присъединява колонии в различни части на света, ставайки втората след Великобритания колониална сила. По време на най-големия си колонизаторски разцвет (1914 г.) Франция обхваща колонии с площ от 13 млн. квадратни километра, населени с над 150 милионно население. През втората половина на 20 век настъпва деколонизация на голяма част от тези територии и задморските и задокеански владения на Франция намалява до няколко хиляди квадратни километра, най-вече слабо населени територии.

## Първа Френска колониална империя
За начало на френската колониална експанзия могат да се приемат първите френски пътешествия към Южна Америка в началото на 16 век, както и честите плавания на френски рибарски кораби до Нюфаундленд и Лабрадор. Основаването на френски колонии, обаче е затруднено от Испания, която се стреми към монопол в Южна Америка, и Португалия.
За начало на Френската колониална империя се счита датата 27 юли 1605 г., когато е основан Порт Роял в колонията Акадия (днешна Нова Скотия в Канада). Няколко години по-късно Самюел дьо Шамплейн основава град Квебек, център на слабо населената територия, наречена Нова Франция или Канада. След постигането на договорености с местните индианци, французите установяват контрол върху голяма част от Северна Америка. Френското влияние обаче постепенно се ограничава около долината на река Свети Лаврентий, тъй като стопанското развитие на колонията е слабо, в сравнение с английската колония, и дори цяла Акадия постепенно преминава в британски ръце.
През 1699 г. Франция установява контрол над територия при устието на река Мисисипи (Френска Луизиана), но не успява да разшири влиянието си, а го съхранява около градовете Мобайл и Нови Орлеан.
През 17 век Франция прави експанзия в района на Карибско море, установявайки контрол върху Френска Гвиана (1624 г.), Сент Китс, Гваделупа и Мартиника (1635 г.), Сейнт Лусия (1650 г.), върху част от Хаити (1664 г.).
По същото време Франция извършва колониална експанзия и в Западна Африка (Сенегал, 1624 г.), Индийски океан и индийското крайбрежие (Бенгалия, Реюнион, Мавриций, Сейшелски острови).

## Колониални войни с Великобритания
В средата на 18 век Франция започва серия от войни с Великобритания, които в крайна сметка ограничават нейното колониално владичество. По-важните от тези войни са:
- Седемгодишна война (1756 – 1763 г.), която от европейски конфликт се пренася в Северна Америка (война, с участие на индианците, английските и френските колонизатори), Индийското крайбрежие и Карибските острови. От гледна точка на глобалния ѝ характер Седемгодишната война се счита реално за първата световна война. В тази война Франция губи редица територии.
- Война за независимост на САЩ (1775 – 1783 г.), която довежда до признаването на независимостта на САЩ от страна на Франция (както и от страна на Англия) и загуба на колонизирани територии в Северна Америка.
- Във войните на Наполеон Бонапарт (1803 – 1815 г.) Франция първоначално възвръща някои свои колонии (Гваделупа, Мартиника, Френска Гвиана), но в крайна сметка губи своите позиции на свръхсила в Европа и такива колонии като Сейнт Лусия, Тобаго, Сейшелски острови и Мавриций.

## Втора Френска колониална империя
За начало на новия етап на френската колониална експанзия, така нар. Втора Френска колониална империя, се счита инвазията през 1830 г. в Алжир, който е овладян окончателно след 17 години война. Проникването на французите в Африка започнало още през 1830 г., когато в опит да се справят с берберските пирати французите навлезли в Алжир.
Франция прави опит за установяване на френски протекторат в Мексико по време на Наполеон III, но този опит се оказва неуспешен. По същото време Франция установява контрол върху Южен Виетнам и установява протекторат над Камбоджа.
Най-мощно развитие на имперската политика на Франция се установява след Френско-пруската война (1870 – 1871 г.), когато Франция установява контрол върху цялата територия на Виетнам и Лаос, създавайки колонията Френски Индокитай през 1893 г. През същия период е разширен броя на колониите в Северна, Западна и Централна Африка, като са анексирани Тунис (1881 г.), в края на столетието – Мавритания, Сенегал, Гвинея, Мали, Бряг на слоновата кост, Бенин, Нигер, Чад, ЦАР и Република Конго. В Източна Африка Франция контролира и част от Сомалия – днешната Джибути. През 1911 г. Мароко също става френски протекторат.
Последните присъединени колонии на Франция са от периода на Първата световна война, когато Франция завзема бившите турски територии Сирия и Ливан, както и германските колонии Того и Камерун.
Французите не се интересуват от чернокожите, за разлика от англичаните, които помагат на местното население да разрешат някои от проблемите си. Френския колониален модел се отличавал с по-оголено преследване на печалбата и незачитане на интересите на населението.

## Разпад на Френската колониална империя
Разпадът на Френската колониална империя започва още по време на Втората световна война, когато различни колонии са окупирани от войските на други държави – Япония заема Индокитай, Великобритания – Сирия и Ливан, САЩ и Великобритания – Мароко и Алжир, Германия – Тунис и т.н.
През 1945 г. всички тези територии са възстановени на Франция, която обаче се ангажира в продължителна и кървава война на Индокитайския полуостров. Тази война завършва с неуспех и френските войски са изтеглени от този регион през 1954 г.
Скоро след това избухва нова война – за независимост на Алжир. След избирането на генерал дьо Гол за президент през 1958 г. Франция започва политика на даване на независимост на бившите колонии, като най-голям брой независими държави се обявяват през 1960 г., наречена по тази причина година на Африка.
Към настоящия момент останките на бившата империя включват следните територии:
- Четири задокеански департамента: карибските острови Гваделупа и Мартиника; южноамериканския Френска Гвиана и остров Реюнион в Индийски океан (близо до Мадагаскар);
- Четири задокеански територии: Френска Полинезия, Френски южни и антарктически територии, Уолис и Футуна и Нова Каледония;
- Две териториално-административни общности: Майот (остров в Индийски океан) и Сен Пиер и Микелон (в близост до Нюфаундленд и Лабрадор).

Поради това, че френският език продължава да е официален в бившите френски колонии, след разпада и на организациите Френска уния и Френска общност, продължава да действа Франкофонска общност, чрез която организация Франция осъществява всякакъв род контакти с бившите си подопечни територии. Най-често това са търговски и културни контакти, но в редица случаи френската армия се намесва за осъществяване на ред при възникване на политическа или хуманитарна криза. Бившите френски колонии в редица случаи са по-привилегирован партньор на Франция в сравнение с големите държави на света.